# Route nationale 86
La route nationale 86 (RN 86 o N 86) è una strada nazionale francese che partiva da Lione e terminava a Nîmes. Venne in gran parte declassata nel 2006.

## Percorso
A Lione si staccava dalla N7 e si dirigeva a sud-ovest, oggi come D486, raggiungendo Saint-Genis-Laval e Brignais, quindi virava a sud (declassata poi a D386) per scendere nella valle del Rodano a Givors. Seguiva il fiume lungo la sua sponda destra passando per la città di Vienne. Dopo Condrieu adesso cambia nome in D1086 e, nel comune di Limony, in D86.
Gran parte dei centri maggiori della valle si trovano sulla sponda opposta e sono serviti dalla N7. L’ex N86 attraversa Tournon-sur-Rhône e Guilherand-Granges (situato di fronte a Valence), poi incontra alcuni paesi di minor conto a parte Le Teil. A Pont-Saint-Esprit lascia il fiume e comincia una sezione ancora classificata come statale e che finisce a Bagnols-sur-Cèze.
Da lì la D6086 continua verso sud e attraversa il Gardon a Remoulins, quindi prosegue in direzione sud-ovest e si conclude a Nîmes.